# Archeologia virtuale
Obiettivo dell'archeologia virtuale è quello di rendere accessibile e comunicare al grande pubblico il patrimonio culturale antico attraverso applicazioni tecnologiche caratterizzate sia da un elevato impatto comunicativo e di apprendimento, sia da una elevata qualità scientifica e di contenuti culturali.

## Metodologia
L'archeologia virtuale cerca di creare una lettura del passato fondendo il reale con l'immaginario, comunicando informazioni complesse di ciò che era preesistente (il paesaggio archeologico) e di ciò che è immaginabile (il paesaggio antico).
L'archeologia virtuale raggiunge questo scopo traducendo informazioni dal lavoro sul campo (scavi, ricerche, documentazione, archivi) ai formati adatti al sapere digitale, proponendosi come un efficace strumento di trasmissione culturale.